# Area di commercio preferenziale
Una area di commercio preferenziale è un blocco commerciale che dà accesso preferenziale a certi prodotti provenienti da certi paesi. Questo si ottiene riducendo i dazi, ma non abolendoli completamente. Un altro metodo per dare accesso preferenziale è tramite la fissazione di quote riservate ad alcuni tipi di merci di certi paesi.
Un esempio di area di commercio preferenziale è quella formata dall'Unione europea e i paesi ACP.
Le aree di commercio preferenziale sono stabilite tramite accordi commerciali.
Può essere definita come la forma più debole di integrazione economica.